# Mutterboden

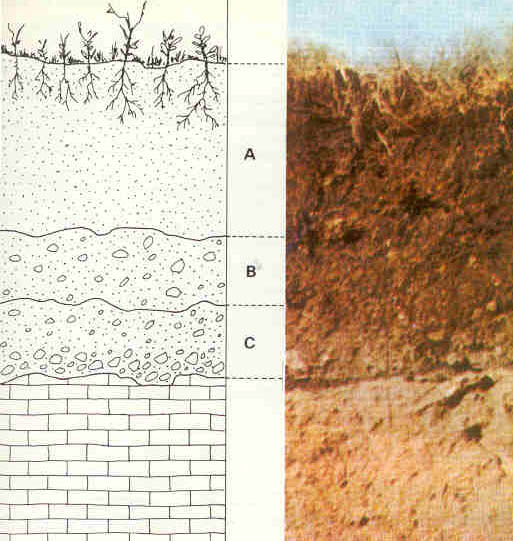
Foto und schematische Darstellung eines Bodenprofils am Beispiel einer Terra Rossa. Die am dunkelsten erscheinende oberste Bodenschicht ist der Mutter- oder Oberboden, im Schema als A-Horizont gekennzeichnet.

Der Mutterboden, auch als Muttererde, Oberboden und unter Landwirten als Ackerkrume/Ackererde bezeichnet, ist der oberste und fruchtbarste Horizont des Bodens. Neben den mineralischen Hauptbestandteilen (Feinsand, Schluff und Ton) enthält er, im Gegensatz zu tiefer liegenden Bodenhorizonten, einen hohen Anteil an Nährstoffen (insbesondere Stickstoff) und organischer Substanz (Humus 1) sowie eine große Menge an Bodenlebewesen (Edaphon). Im Mutterboden leben für gewöhnlich aerobe (sauerstoffliebende) Bakterien, wohingegen in den tieferen Horizonten je nach Wassersättigung und Luftangebot auch anaerobe Bakterien vorkommen können. In der Bodenkunde entspricht dieser oberste Horizont, der in den warmgemäßigten Breiten etwa 20 bis 30 cm mächtig ist, dem sogenannten A-Horizont. Bei Ackerböden wird er mit dem Kürzel Ap gekennzeichnet (p für Pflug).

## Bedeutung
Neben Luft und Wasser sind Böden im Allgemeinen und Mutterboden im Besonderen eine wichtige Lebensgrundlage für Pflanzen, Tiere und Menschen und daher eine wertvolle, endliche Ressource. Mutterboden ist jedoch durch Erosion, Versiegelung, Eintrag von Schad- und Giftstoffen und anderen Raubbau gefährdet. Daraus leitet sich eine eigene Boden-Ethik ab, die den Schutz und die Bewahrung dieses Mutterbodens zum Ziel hat. So ist in Deutschland Mutterboden unter anderem durch § 202 BauGB (Baugesetzbuch), Titel „Schutz des Mutterbodens“, gesetzlich geschützt. Er darf bei Baumaßnahmen nicht zusammen mit dem Unterboden entsorgt oder deponiert werden.
Im Oberboden werden durch physikalische und chemische Prozesse Niederschläge und eingetragene Schadstoffe gefiltert, gereinigt und zurückgehalten, Wasser wird verzögert wieder abgegeben (Retentionswirkung) sowie Nährstoffe für die Vegetation aufgeschlossen und umgebaut. Der Mutterboden hat also eine wichtige Funktion in Bezug auf den Wasserhaushalt und den Umweltschutz, besonders in Wasserschutzgebieten.

## Bauwesen
Da der Oberboden oft nicht tragfähig für Gebäude und befestigte Straßen ist, muss er vor Beginn der Bauarbeiten entfernt werden. Abgeräumter Mutterboden kann aufgrund seines hohen Anteils an organischer Substanz faulen, wenn er in zu großer Anhäufung gelagert wird, und ist daher fachgerecht zu lagern, bis er (ggf. an anderer Stelle) wieder verwendet wird. Hierzu sind in vielen Landkreisen Bodentauschbörsen eingerichtet, die eine Wiederverwendung des Mutterbodens erleichtern sollen.

## Kulturgeschichtliche Aspekte
Auch in der Kulturgeschichte der Menschheit wird der Erdboden als Lebensgrundlage beschrieben. In vielen historischen und heutigen Kulturen gab bzw. gibt einen Mutter-Erde-Mythos mit der Erde als Sinnbild für Fruchtbarkeit und das Leben, der, wie im Fall der Pachamama der Andenvölker, sogar Mittelpunkt des Weltbildes sein kann.